# Liulînți, Orativ
Liulînți (în ucraineană Люлинці) este un sat în comuna Ociîtkiv din raionul Orativ, regiunea Vinnița, Ucraina.

## Demografie
Componența lingvistică a localității Liulînți
     Ucraineană (99,24%)
     Alte limbi (0,76%)
Conform recensământului din 2001, majoritatea populației localității Liulînți era vorbitoare de ucraineană (99,24%), existând în minoritate și vorbitori de alte limbi.